# Fright Night (videogioco)
Fright Night è un videogioco del genere picchiaduro pubblicato nel 1988 per Amiga. È basato sul film del 1985 Ammazzavampiri (Fright Night). Il sonoro del gioco è affidato a David Whittaker.

## Trama
Il protagonista è Jerry Dandridge, vampiro che ricopre il ruolo di antagonista nel lungometraggio. Il gioco è ambientato nella magione di Jerry, dove compaiono alcuni personaggi del film.

## Modalità di gioco
Lo scopo del gioco è nutrirsi del sangue degli intrusi, raggiungendo la bara prima del sorgere del sole.